# Grundsätze des Kommunismus
Die Programmskizze Grundsätze des Kommunismus wurde 1847 von Friedrich Engels verfasst und bildet eine wichtige Vorarbeit für das Programm des Bundes der Kommunisten, das Manifest der Kommunistischen Partei.

## Grundsätze des Kommunismus
Nachdem die Londoner Zentralbehörde des Bundes der Kommunisten im September 1847 einen Programmentwurf verteilte, der daraufhin noch von Moses Heß überarbeitet wurde, kritisierte Engels diesen bei einer Sitzung der Pariser Kreisbehörde des Bundes der Kommunisten am 22. Oktober eingehend und wurde folgend mit einem eigenen Programmentwurf beauftragt, aus dem die „Grundsätze des Kommunismus“ hervorgingen. Der etwa 20 Seiten lange, 25 Fragen und 22 Antworten beinhaltende Text, entstand von Ende Oktober bis Mitte November 1847 als vorläufiger Programmentwurf.
Der Erstdruck des Textes erfolgte 1932 in der Marx-Engels-Gesamtausgabe nach der Handschrift, nach anderen Angaben 1914 von Eduard Bernstein in der Zeitschrift Vorwärts!. Im Marxists Internet Archive ist der Text mittlerweile in sechzehn Sprachen abrufbar.

## Entwurf eines Kommunistischen Glaubensbekenntnis
Im Jahre 1968 wurde eine Vorarbeit zu den „Grundsätzen des Kommunismus“ entdeckt, bezeichnet als Entwurf eines Kommunistischen Glaubensbekenntnis (oder Entwurf des ...; oder Glaubensbekenntnisses). Sie wurde 1969 erstmals veröffentlicht.
Die Juni 1847 von Engels für den Bund verfasste Schrift beinhaltete 22 Fragen, welche teilweise zu denen der „Grundsätze“ identisch sind. Die drei Fragen, die in den „Grundsätzen des Kommunismus“ unbeantwortet blieben, finden sich hier allerdings beantwortet wieder.

## Katechismus
In einem Brief an Marx vom 23./24. November 1847 riet Engels, die in den „Grundsätzen des Kommunismus“ und besonders dem „Entwurf eines Kommunistischen Glaubensbekenntnis“ vorfindbare, und von dem Bund zuerst präferierte Katechismusform aufzugeben, und ein Programm in Form eines Manifests zu verfassen: „Überleg Dir doch das Glaubensbekenntnis etwas. Ich glaube, wir tun am besten, wir lassen die Katechismusform weg und titulieren das Ding: Kommunistisches Manifest. Da darin mehr oder weniger Geschichte erzählt werden muß, paßt die bisherige Form gar nicht. Ich bringe das hiesige [Anm.: gemeint sind die Vorarbeiten zum Programm] mit, das ich gemacht habe, es ist einfach erzählend, aber miserabel redigiert, in fürchterlicher Eile.“

## Vorarbeit zum Manifest der kommunistischen Partei
Am zweiten Kongress des Bundes der Kommunisten von 29. November bis 8. Dezember 1847 wurden Marx und Engels schließlich beauftragt, ein „Manifest der kommunistischen Partei“ auszuarbeiten, welches Februar 1848 fertiggestellt wurde. Dabei wurde auf Engels Vorarbeiten für das Programm zurückgegriffen.

## Ausgaben
Grundsätze des Kommunismus
- MEGA, Erste Abteilung, Band 6, Berlin 1932, S. 503–522.
- Marx-Engels-Werke, Band 4, Berlin 1974, S. 361–380.

Entwurf eines Kommunistischen Glaubensbekenntnis
- Bert Andréas (Hg.): Gründungsdokumente des Bundes der Kommunisten (Juni bis September 1847). Hamburg: Hauswedell, 1969.